# Josinskyluch
Josinskyluch este o arie protejată (arie specială de conservare — SAC, sit de importanță comunitară — SCI) din Germania întinsă pe o suprafață de 172,1 ha, integral pe uscat.

## Localizare
Centrul sitului Josinskyluch este situat la coordonatele 52°07′37″N 13°57′39″E / 52.1269°N 13.9608°E.

## Înființare
Situl Josinskyluch a fost declarat sit de importanță comunitară în februarie 1999 pentru a proteja 4 specii de animale. Situl a fost protejat și ca arie specială de conservare în octombrie 1990.

## Biodiversitate
Situată în ecoregiunea continentală, aria protejată conține 3 habitate naturale: Cursuri de apă de la nivel de câmpie la nivel montan, cu vegetație Ranunculion fluitantis și Callitricho-Batrachion, Fânețe de joasă altitudine (Alopecurus pratensis, Sanguisorba officinalis), Mlaștini alcaline.
La baza desemnării sitului se află mai multe specii protejate:
- amfibieni (1): buhai de baltă cu burta roșie (Bombina bombina)
- mamifere (2): castor (Castor fiber), vidră de râu (Lutra lutra)
- pești (1): boarță (Rhodeus sericeus amarus)